# Arboricornus chrysopepla
Arboricornus chrysopepla är en fjärilsart som beskrevs av George Francis Hampson 1908. Arboricornus chrysopepla ingår i släktet Arboricornus och familjen nattflyn. Inga underarter finns listade i Catalogue of Life.